# Jüdische Gemeinde Ahrensburg
Die erste jüdische Gemeinde Ahrensburg in Ahrensburg bestand von 1788 bis 1941. Seit 2003 existiert wieder eine jüdische Gemeinde.

## Geschichte

### 1788 bis 1941
Die ersten jüdischen Familien siedelten sich 1788 auf dem Gebiet des damaligen adligen Guts Ahrensburg an. Als Schutzjuden der Grafen Schimmelmann leisteten sie an diesen ihre Abgaben. Im Jahr 1812 erteilte das königliche holsteinische Obergericht den in Ahrensburg ansässigen jüdischen Familien eine Niederlassungserlaubnis. Diese war allerdings zahlenmäßig begrenzt. Der rechtlichen Status einer Gemeinde wurden den jüdischen Einwohnern im Jahr 1863 erteilt. Grundlage hierfür war das Gesetz betreffend die Verhältnisse der Juden im Herzogtum Holstein. In ihm wurden die im Herzogtum lebenden Juden mit den nicht jüdischen Bürgern mit allen Rechten und Pflichten gleichgestellt. Bis Mitte des 19. Jahrhunderts stieg die Zahl der Mitglieder der jüdischen Gemeinde an und erreichte im Jahr 1852 ihren Höchststand. Im Zuge der fortschreitenden Industrialisierung kam es dann in den folgenden Jahrzehnten zur Abwanderung in die größeren Städte. Ende der 1920er Jahre wurde die Gemeinde aufgelöst.
Ab 1933, nach der Machtergreifung Adolf Hitlers, wurden die jüdischen Einwohner immer mehr entrechtet. Zudem kam es immer wieder zu antijüdischen Aktionen. Dies und die Ausschreitungen bei den Novemberpogromen 1938 hatte zur Folge, dass weitere Mitglieder der jüdischen Gemeinschaft Ahrensburg verließen. Der letzte jüdische Einwohner von Ahrensburg wurde Ende 1941 deportiert.

### Heute
Im Jahr 2003 wurde wieder eine jüdische Gemeinde in Ahrensburg gegründet. Zu diesem Zweck hatten sich 13 überwiegend ältere Aussiedler aus den Staaten der ehemaligen Sowjetunion zusammengefunden. Die Gemeinde ist Mitglied im  Landesverband der Jüdischen Gemeinden von Schleswig-Holstein und in der Union progressiver Juden in Deutschland. Bis 2012 war die Zahl der Gemeindemitglieder auf 20 angewachsen.

### Entwicklung der jüdischen Einwohnerzahl
| Jahr      | Juden  | Jüdische Familien | Bemerkung |
| --------- | ------ | ----------------- | --------- |
| 1788      | 2      |                   |           |
| 1811      | 39     |                   |           |
| 1835      | 46     |                   |           |
| 1852      | 50     |                   |           |
| 1925      | 25     |                   |           |
| 1930 / 33 |        | 6                 |           |
| Ende 1941 | keine  |                   |           |
| 2003      | 13     |                   |           |
| 2012      | ca. 20 |                   |           |

Quelle: jüdische-gemeinden.de;  Hamburger Abendblatt; stormarnschule.net

## Einrichtungen

### Früher

#### Synagoge
Die Gemeinde verfügte ab 1822 über eine kleine Synagoge in der Nähe der Schlosskirche. Das Gebäude wurde 1920 aufgegeben und 1939 abgerissen.

#### Friedhof
Die Verstorbenen wurden auf dem 1822 angelegten jüdischen Friedhof in Ahrensburg beigesetzt.

#### Schule
Die Gemeinde verfügte von 1805 (nach längerer Unterbrechung wieder ab 1860) über eine jüdische Schule. 1876 wurde diese geschlossen. Zeitweise war ein eigener Religionslehrer angestellt. Da die Gemeinde nicht über die finanziellen Mittel verfügte stellte sie dem Lehrer Kost und Logis, während die Bezahlung durch die jüdischen Gemeinden Hamburg und Altona übernommen wurde.

### Heute

#### Betraum
Die heutige Gemeinde unterhält einen Betraum im jüdischen Gemeindezentrum in Ahrensburg (Reeshoop 4).

#### Mikwe
Die Gemeinde verfügt, genau wie alle anderen jüdischen Gemeinden in Schleswig-Holstein, über keine eigene Mikwe. Allen jüdischen Einwohner Schleswig-Holsteins steht die Mikwe in der Synagoge Bad Segeberg zur Verfügung.

#### Friedhof
Die Verstorbenen der Gemeinde werden heute auf dem  jüdischen Friedhof in Bad Segeberg beigesetzt.

## Opfer des Holocaust
Im Gedenkbuch – Opfer der Verfolgung der Juden unter der nationalsozialistischen Gewaltherrschaft 1933–1945 und in der Zentralen Datenbank der Namen der Holocaustopfer von Yad Vashem werden folgende Mitglieder der jüdischen Gemeinschaft Ahrensburg (die dort geboren wurden oder zeitweise lebten)  aufgeführt, die während der Zeit des Nationalsozialismus ermordet wurden oder Suizid begingen:
| Name        | Vorname        | Todeszeitpunkt    | Alter     | Ort des Todes                 | Bemerkung | Quellen |
| ----------- | -------------- | ----------------- | --------- | ----------------------------- | --- | --- |
| Bondy       | Paul           | 1943              | 62 Jahre  | Konzentrationslager Auschwitz | In Prag geboren. Wohnhaft in Ahrensburg. Vor 1939 in die Tschechoslowakei emigriert.                                                                      | Yad Vashem (Datenbank, Datensatz Nr. 1058733) / Gedenkbuch für die Opfer der NS-Judenverfolgung in Deutschland              |
| Hirsch      | Sophie         | 19. Dezember 1943 | 84 Jahre  | Ghetto Theresienstadt         | Deportation am 24. Februar 1943 ab Hamburg nach Ghetto Theresienstadt.                                                                                    | Yad Vashem (Datenbank, Datensatz Nr. 11524289) / Gedenkbuch für die Opfer der NS-Judenverfolgung in Deutschland             |
| Lehmann     | Magnus         | unbekannt         | unbekannt | Lager Jungfernhof             | Deportation am 6. Dezember 1941 ab Hamburg nach Lager Jungfernhof.                                                                                        | Yad Vashem (Datenbank, Datensatz Nr. 11571922) / Gedenkbuch für die Opfer der NS-Judenverfolgung in Deutschland             |
| Levy        | Edgar          | 15. Mai 1942      | 44 Jahre  | Vernichtungslager Kulmhof     | Deportation am 24. Oktober 1941 ab Berlin nach Ghetto Litzmannstadt (Transport 2 von Berlin). Am 15. Mai 1942 Deportation nach Vernichtungslager Kulmhof. | Yad Vashem (Datenbank, Datensatz Nr. 4114442 und 11574636) / Gedenkbuch für die Opfer der NS-Judenverfolgung in Deutschland |
| Levy        | Malie (Malli)  | 15. Mai 1942      | 74 Jahre  | Vernichtungslager Kulmhof     | Deportation am 1. November 1941 ab Berlin nach Ghetto Litzmannstadt (Transport 4 von Berlin). Am 15. Mai 1942 Deportation nach Vernichtungslager Kulmhof. | Yad Vashem (Datenbank, Datensatz Nr. 11575391 und 4114573) / Gedenkbuch für die Opfer der NS-Judenverfolgung in Deutschland |
| Marcus      | Erna           | unbekannt         | unbekannt | Konzentrationslager Auschwitz | Deportation am 15. Juli 1942 ab Hamburg nach Ghetto Theresienstadt. Am 15. Mai 1944 Deportation nach Konzentrationslager Auschwitz.                       | Yad Vashem (Datenbank, Datensatz Nr. 11588314) / Gedenkbuch für die Opfer der NS-Judenverfolgung in Deutschland             |
| Popper      | Ignatz         | 25. November 1941 | 68 Jahre  | Fort IX                       | Deportation am 22. November 1941 nach Fort IX. | Yad Vashem (Datenbank, Datensatz Nr. 11609148) / Gedenkbuch für die Opfer der NS-Judenverfolgung in Deutschland             |
| Rath        | Veronika Dorle | 27. August 1938   | 55 Jahre  |                               | Suizid | Yad Vashem (Datenbank, Datensatz Nr. 11610856) / Gedenkbuch für die Opfer der NS-Judenverfolgung in Deutschland             |
| Rosenthal   | Meta           | 28. November 1935 | 60 Jahre  |                               | Suizid | Gedenkbuch für die Opfer der NS-Judenverfolgung in Deutschland                                                              |
| Salomon     | Charlotte      | unbekannt         | unbekannt | Ghetto Minsk                  | Deportation am 18. November 1941 nach Ghetto Minsk. | Yad Vashem (Datenbank, Datensatz Nr. 11621770) / Gedenkbuch für die Opfer der NS-Judenverfolgung in Deutschland             |
| Schlesinger | Henny          | 2. August 1942    | 68 Jahre  | Ghetto Theresienstadt         | Deportation am 21. Juli 1942 ab Düsseldorf nach Ghetto Theresienstadt (Transport VII/1 Zug Da 70 / Deportationsnummer im Zug: 811).                       | Yad Vashem (Datenbank, Datensatz Nr. 4848587 und 1625946) / Gedenkbuch für die Opfer der NS-Judenverfolgung in Deutschland  |
| 1.          |                |                   |           |                               | | |